# Alberyk Crescitelli
Św. Alberico Crescitelli (chiń. 郭西德; pinyin Guō Xīdé; ur. 30 czerwca 1863 w Altavilla Irpino, prowincja Avellino we Włoszech, zm. 21 lipca 1900 w Yanzibian, Syczuan w Chinach) – święty Kościoła katolickiego, włoski ksiądz, misjonarz, męczennik.

## Życiorys
Mając 17 lat wstąpił do Papieskiego Seminarium Duchownego Świętych Piotra i Pawła w Rzymie. Został członkiem Instytutu Misji Zagranicznych w Mediolanie. Święcenia kapłańskie przyjął 4 czerwca 1887 r. W 1888 r. wysłano go na misje do prowincji Shaanxi w środkowych Chinach. 
Był przykładnym, ciężko pracującym misjonarzem. Jego postawa powodowała, że miejscowi ludzie uważali go za świętego człowieka, a jego przykład przyczynił się do nawrócenia wielu osób na wiarę katolicką. W 1900 r. podczas powstania bokserów został pojmany i torturowany (chociaż nie ma pewności czy zrobili to bokserzy). Następnie zakłuto go bagnetem 21 lipca 1900 r.
Dzień jego wspomnienia to 9 lipca (w grupie 120 męczenników chińskich).
Został beatyfikowany 18 lutego 1951 r. przez Piusa XII. Kanonizowany w grupie 120 męczenników chińskich 1 października 2000 r. przez Jana Pawła II.

### Ikonografia
Przedstawiany jest w stroju orientalnym przypominającym sutannę z chińskim nakryciem głowy i długim warkoczem. Jego atrybuty to krzyż i zbrojni oprawcy.